# Dédié à toi
Albums de Dalida
Ca me fait rêver
(1978) Gigi in Paradisco
(1980)
Dédié à toi est le second album de chansons originales de Dalida paru chez Carrère en 1979. 
L'album contient plusieurs succès et chansons incontournables du répertoire de la chanteuse et notamment Monday Tuesday (laissez-moi danser) qui reste l'un des plus gros succès de la chanteuse sur l'ensemble de sa carrière.
La fièvre disco continue à faire danser le monde entier, Orlando décide donc de traiter en disco la mélodie que lui offre Toto Cutugno. Les paroles sont de Pierre Delanoé. Dalida chantera la chanson en français et un chœur d'hommes lui répondra en anglais sur des paroles de Jeff Barnel. Après Génération78, Dalida descend à nouveau dans les discothèques où Monday Tuesday devient un des tubes de cet été 1979.
Jeff Barnel composera également pour Dalida un hymne à sa terre natale, Helwa ya baladi (Qu'il est beau mon pays). Cette chanson, considérée comme un hymne dans les pays du Moyen-Orient, vaudra à la chanteuse d'être bissée lors de son interprétation durant la série de concerts qu'elle donnera en Égypte en juin 1979.
Dalida reprend également Jacques Brel en enregistrant sa version de Quand on n'a que l'amour et Luigi Tenco en interprétant Vedrai Vedrai.

## Face A
- Dédié à toi
- Vedrai, vedrai
- The Lambeth walk
- Quand on n'a que l'amour
- Helwa ya baladi

## Face B
- Laissez-moi danser (Monday, Tuesday)
- Va, va, va
- Problemorama (l'argent, l'argent...)
- Depuis qu'il vient chez nous
- Comme disait Mistinguett

En Allemagne, la chanson Helwa ya baladi a été remplacée par Remember et c'est la version anglaise de Monday Tuesday titrée Let me dance tonight qui apparaît sur l'album.

## Extraits

### France
- Lambeth walk/Il y a toujours une chanson
- Helwa Ya Baladi/instrumental
- Problemorama/Depuis qu'il vient chez nous
- Monday Tuesday/Comme toi
- Monday Tuesday (version longue)/Vedrai, vedrai
- Let me dance tonight/He must have been eighteen

Lambeth walk a été enregistrée et commercialisée en 1978 et n'est incluse dans aucun album de chansons originales.

### Allemagne
- Lambeth walk/Remember
- Let me dance tonight/Comme disait Mistinguett

### Italie
- The lambeth walk/He must have been eighteen
- Let me dance tonight/Vedrai, vedrai

### Royaume-Uni
- The lambeth walk/He must have been eighteen
- Let me dance tonight/He must have been eighteen